# Karolis Reisonas
Karolis Reisonas, łot. Kārlis Reisons (ur. 26 kwietnia 1894 w Pabaži koło Saulkrasti, zm. 17 lipca 1981 w Adelaide) – litewski architekt łotewskiego pochodzenia. 
Ukończył gimnazjum realne w Rydze, później studiował architekturę w Petersburgu. W 1921 roku powrócił na Łotwę, jednak po niedługim czasie wyjechał do Szawli, gdzie w latach 1922-30 pełnił urząd głównego architekta miasta. 
Po przeprowadzce do Kowna w 1930 roku objął funkcję architekta i inżyniera miejskiego. Po włączeniu Litwy do ZSRR wyjechał do Niemiec, jednak po wybuchu wojny radziecko-niemieckiej powrócił do kraju obejmując stanowisko burmistrza Poniewieża. W 1944 roku ponownie wyemigrował do Niemiec, po 1949 roku znalazł się w Australii, gdzie dożył końca swych dni pracując w miejskim wydziale architektury w Adelaide. 
Wśród budynków kowieńskich zaprojektowanych przez Reisonasa znajdują się m.in. Muzeum Wojskowe im. Witolda Wielkiego (wraz z Vladimirem Dubeneckim i Kazysem Kriščiukaitisem), Pomnik Wolności, budynek rektoratu seminarium duchownego w Kownie, kościół ewangelicko-reformowany, budynek Pienocentrasu przy al. Wolności (wraz z Vytautasem Landsbergisem-Žemkalnisem) oraz ukończony w 2005 roku Kościół Zmartwychwstania Pańskiego.
Poza Kownem zaprojektował m.in. willę Venclauskisa w Szawlach oraz szpitale w Taurogach i Jurborku.